# Aeroporto Santos Dumont
Luchthaven Santos-Dumont is een van de luchthavens van de Braziliaanse stad Rio de Janeiro. Ze is genoemd naar de Braziliaanse luchtvaartpionier Alberto Santos-Dumont.
De luchthaven is gebouwd op een landtong op slechts twee kilometer van het stadscentrum. Ze wordt uitgebaat door het staatsbedrijf Infraero. Ze heeft een erg korte landingsbaan, een van de kortste waarop vliegtuigen zoals de Boeing 737 of de Airbus A320 op kunnen landen. De landing in de baai van Rio is indrukwekkend.
De luchthaven verwerkte in 2007 3.214.415 passagiers en 65.689 vliegbewegingen. Sedert 2004 is de luchthaven voorbehouden voor regionale vluchten; internationale verbindingen werden overgeheveld naar de grotere internationale luchthaven van Rio de Janeiro, Luchthaven Galeão - Antônio Carlos Jobim.
Santos-Dumont heeft een slot restrictie met een maximum van 19 vluchten per uur, dit maakt de luchthaven een van de vijf luchthavens met zulke restricties in Brazilië.